# Fonctionnalisme (histoire)
Pour les articles homonymes, voir Fonctionnalisme.
Les historiens fonctionnalistes sont les représentants d'un courant historiographique qui s'attache à démontrer que la Solution finale de la question juive a été le résultat de circonstances extérieures à la politique nazie, telles que la guerre sur le front de l'Est en premier lieu.

## Histoire
Ils s'opposent au courant intentionnaliste en particulier dans le cadre de la querelle des historiens. Les intentionnalistes reprochent aux fonctionnalistes de vouloir atténuer ou diluer les responsabilités allemandes dans l'extermination des Juifs d'Europe au cours de la Seconde Guerre mondiale par divers moyens.
Certains fonctionnalistes mettent sur le même plan les crimes hitlériens et staliniens. Pour Léon Poliakov, les thèses des fonctionnalistes peuvent être résumées en une phrase : « Le seul motif pour lequel Hitler et les nazis auraient commis un crime « asiatique » ne serait-il pas qu'ils se considéraient, eux-mêmes et tous les leurs, comme des victimes réelles ou potentielles d'un crime « asiatique » ». Pour le même auteur, les fonctionnalistes « font intervenir des lois structurelles impersonnelles, les intentions humaines n'ayant pas à être prises en compte ».
Pour expliquer les crimes nazis commis par un régime issu « d'une nation européenne, moderne et civilisée », les fonctionnalistes ont mis en avant le choc provoqué en Allemagne par la révolution d'Octobre, qui aurait montré l'exemple d'un régime totalitaire ayant pratiqué une extermination de masse contre la bourgeoisie. Les pratiques nazies ne seraient en ce sens qu'une réaction aux crimes de masses commis par les bolcheviks aidés par des Juifs contre une classe bourgeoise. À titre « préventif »  et de représailles l'Allemagne aurait alors opté pour l'extermination des Juifs.

## Historiens fonctionnalistes
Les principaux représentants du courant fonctionnaliste sont :
- Martin Broszat ;
- Raul Hilberg ;
- Christopher Browning ;
- Hans Mommsen ;
- Zygmunt Bauman ;
- Arno Mayer.